# 今戸焼

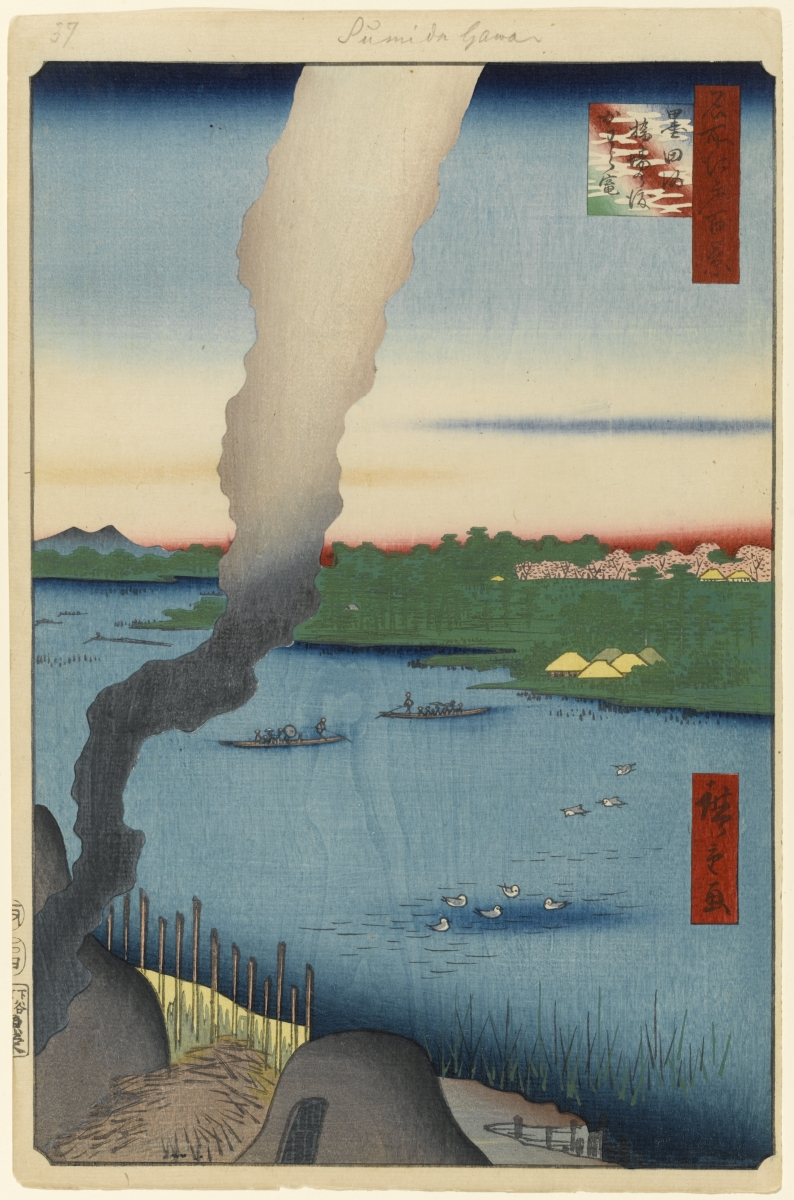
歌川広重『名所江戸百景』より「隅田川橋場の渡し かわら窯」。前景が浅草橋場町と呼ばれた一帯で、今戸焼の窯から煙が上がっている。

今戸焼（いまどやき）は、東京台東区の今戸や橋場とその周辺（浅草の東北）で焼かれていた素焼および楽焼の陶磁器。
江戸時代から明治時代にかけて、日用雑器、茶道具、土人形（今戸人形）、火鉢、植木鉢、瓦等を生産した。言い伝えによれば天正年間（1573年–1592年）に生産が始まるといわれる。1752年（宝暦2年）には今戸焼職人が今戸神社に狛犬を寄進している。風来山人『風流志道軒伝』（1763年）に見える「今戸焼」が文献初出とされることがある。金森得水『本朝陶器攷證』によれば、幕末期には今戸焼を生産する家が約50軒ほどあったという。
有坂与太郎『郷土玩具大成』によれば、今戸人形の全盛期は天保安政年間（1830年ｰ1860年）である。同書によれば、今戸は招き猫の唯一の生産地としており、最盛期は文化文政年間（1804年ｰ1830年）になってからであるとし、当時猫と狐は今戸人形を代表する観さえ呈している、という。

## 今戸焼の作例

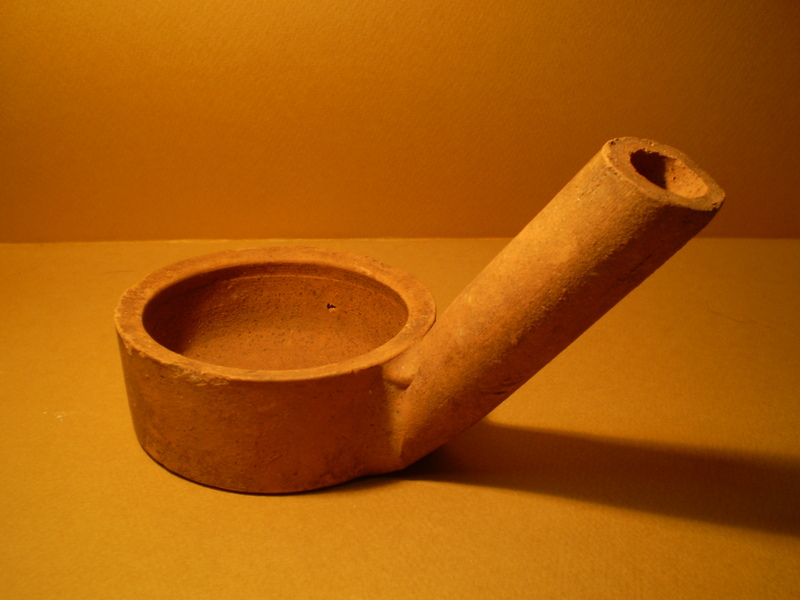
今戸焼　「ひょっとこ」
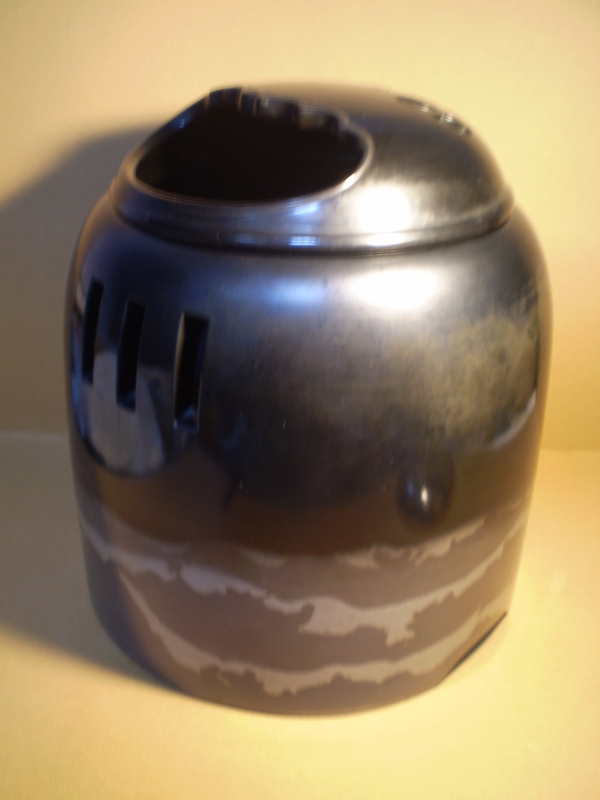
今戸焼「黒みがきの手あぶり」（橋本三治郎作）
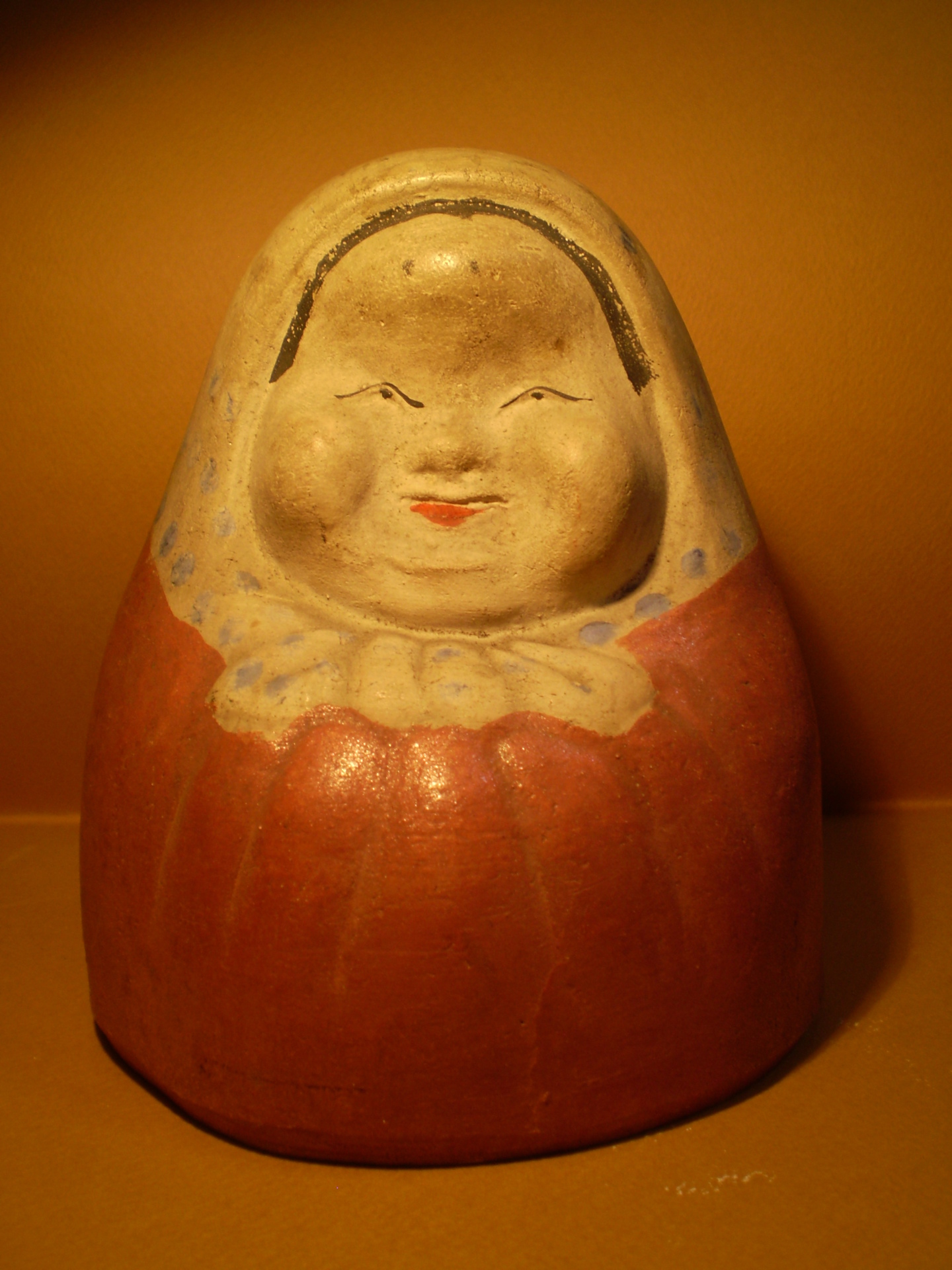
今戸焼「おかめの火入れ」
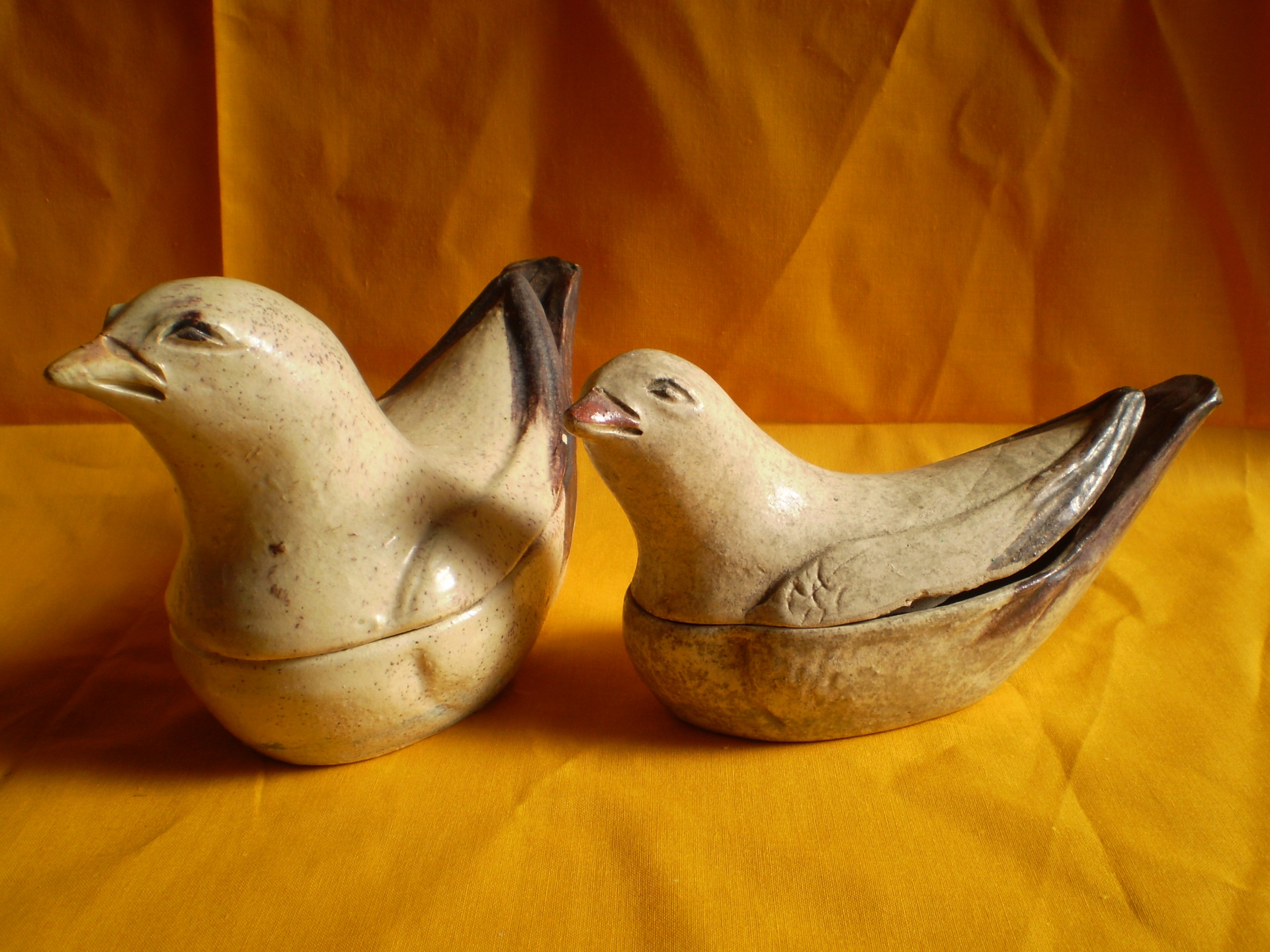
今戸焼「都鳥の向付」（明治時代）

## 浮世絵
江戸時代、今戸焼きが製造されている風景は何人かの画家の手によって浮世絵にも描かれている。歌川広重が『名所江戸百景』（画像参照）において今戸焼を製造している窯（かま）の様子を画面に描き込んでいるほか、歌川国芳も『東都名所』に「浅草今戸」と題した1枚で同様の風景を題材としてとっている。

## 関連文献
- 斎藤幸雄「卷之六 開陽之部 今戸焼」『江戸名所図会』 3巻、有朋堂書店、1927年、561頁。NDLJP:1174157/286。